# Cratere Nadine
Nadine  è un cratere sulla superficie di Venere.